# Musée Picasso Antibes

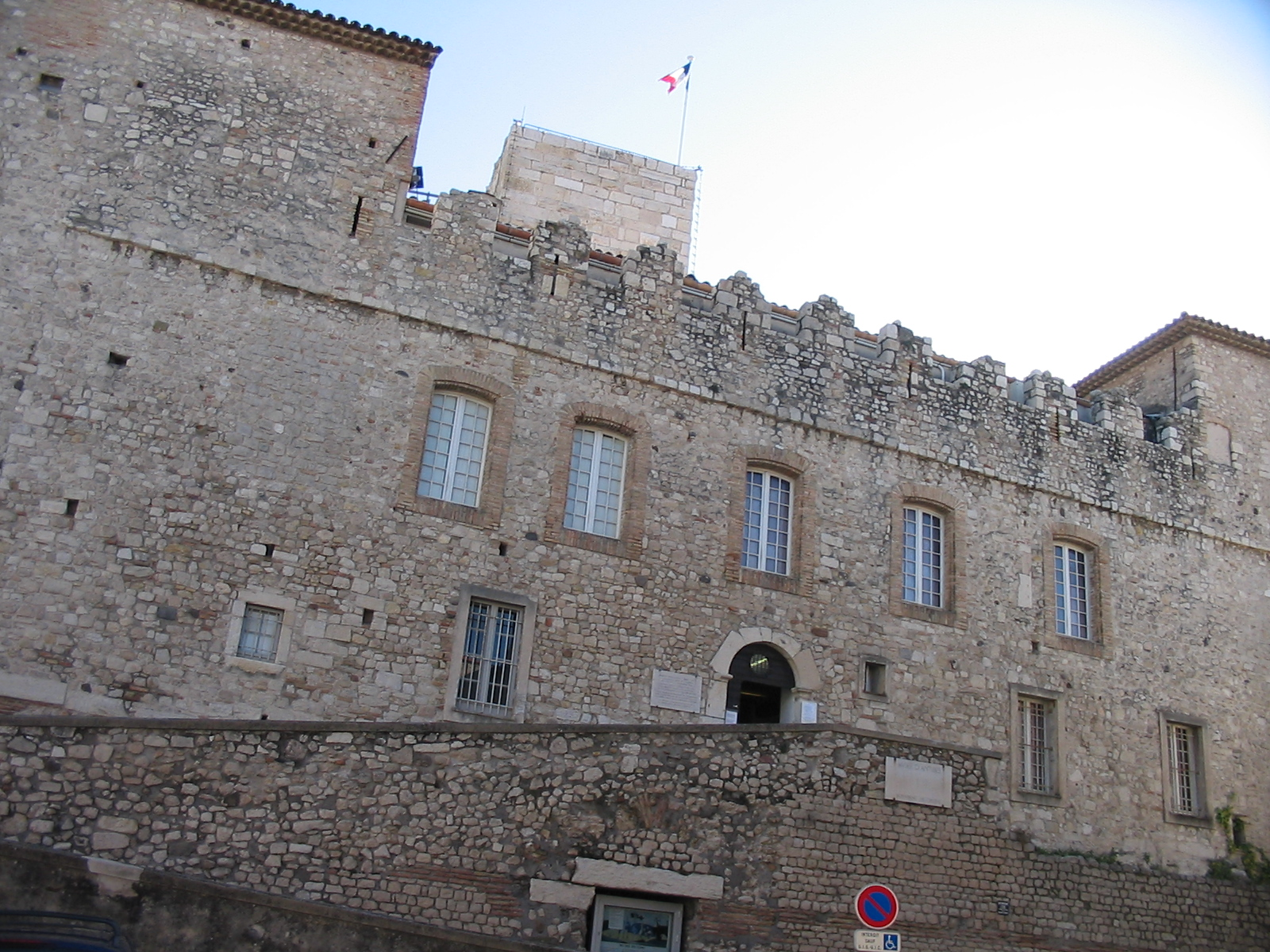
Musée Picasso Antibes

Het Musée Picasso Antibes is een museum over de kunstschilder Pablo Picasso. Het is gevestigd in het kasteel Château Grimaldi in Antibes in het departement Alpes-Maritimes gelegen aan de Middellandse Zee in het zuidoosten van Frankrijk.

## Geschiedenis
Het is gebouwd op de fundamenten van de oude Griekse stad Antipolis. In 1608 werd het een bolwerk van de familie Grimaldi. Vanaf 1702 werd het chateau Grimaldi het stadhuis van Antibes. Het is het eerste museum in de wereld gewijd aan Pablo Picasso. Op 27 december 1966 werd het geopend.
In 1946 woonde Pablo Picasso zes maanden op het kasteel. Pablo Picasso zelf schonk werken aan het museum, met name zijn schilderijen De Geit en La Joie de Vivre. In 1990 gaf Jacqueline Picasso vele werken van Picasso aan het museum. Deze omvatten 4 schilderijen, 10 tekeningen, 2 keramieken en 6 etsen. Deze zijn te zien in aanvulling op de 3 werken op papier, 60 etsen en 6 tapijten van Pablo Picasso, die het museum verzamelde tussen 1952 en 2001.
Ook van Nicolas de Staël heeft het museum een aantal belangrijke werken. Staël verbleef van september 1954 tot maart 1955 in Antibes. Hij schilderde Nature mort au fond bleu en Le Fort Carré d'Antibes. Zijn laatste schilderij (niet voltooid door zijn zelfmoord op 16 maart 1955) was het grote doek Le Concert (350x600 cm). In 1986 schonk de familie het doek aan het museum.
In 2001 ontving het museum een schenking van de Fondation Hans Hartung en Anne-Eva Bergman. Twee zalen konden met hun werken worden ingericht.
Op het terras van het museum staan sculpturen van Germaine Richier, Joan Miró, Bernard Pagès en Anne en Patrick Poirier.

## Collectie
Tegenwoordig bestaat de collectie in totaal uit circa 200 werken van Picasso.